# منصور شکی
منصور شکی (متولد ۲۱ مارس ۱۹۱۹ میلادی - درگذشت ۳ فروردین ۱۳۷۹)، استاد بازنشسته زبان فارسی و پهلوی دانشگاه پراگ بود. او متخصص لغت شناس ویژه مطالعات زبان فارسی میانه با تمرکز بر جامعه، اقتصاد و مسائل ایدئولوژی دوران ساسانی بود.
او در جوانی از طرف شرکت نفت، برای تحصیل ریاضیات به بیرمنگام انگلیس رفت و در آنجا در رشتهٔ فیزیک درس خواند و موفق به اخذ درجهٔ فوق لیسانس در این رشته شد. پس از بازگشت به ایران، به مدت ۲ سال در آبادان به کار پرداخت؛ اما به علت درگیر شدن در مسائل سیاسی روز، مجبور به ترک ایران شد و به چکسلواکی رفت. در آنجا، به معرفی صادق هدایت، با یان ریپکا، آشنا شد و به مدد او، به تحصیلات خود در رشتهٔ فیزیک ادامه داد و موفق به اخذ مدرک دکترا در این رشته شد. پس از اتمام تحصیلات، در کشور چک مستقر شد و مدت پنجاه سال تا آخر زندگی خود را در آن کشور گذرانید. شکی، پس از مدتی که در رشتهٔ فیزیک به کار مشعول بود، به علت ابتلا به بیماری سخت ریوی از کارهای سنگین منع شد و به تدریس زبان فارسی در دانشکدهٔ شرق‌شناسی دانشگاه پراگ پرداخت. از این تاریخ به بعد، او هَمِّ خود را یکسره صرف تحقیق در زبان فارسی کرد و سه کتاب  و چند مقاله در این زمینه به چاپ رسانید.
شکی از اواخر دههٔ ۶۰ میلادی، به مطالعه و تحقیق در زبان پهلوی روی آورد و علاقهٔ او معطوف به مسائل حقوقی و فلسفی و اجتماعی در دورهٔ ساسانی شد. جالب است که او در این رشته هیچ استادی ندیده بود، اما بهترین مقالات را در نوع خود نوشت. بررسی در دینکرد و مادیگان هزار دادِستان از زمینه‌های اصلی علاقهٔ او بود.
نیاکان منصور از طایفهٔ شکی ساکن در سمت روسی رود ارس بودند، اما پدرش، شیخ علی خان، که نظامی بود، پیش از انقلاب اکتبر (۱۹۱۷) به ایران مهاجرت کرد، جایی که سه پسرش در آنجا متولد شدند. منصور پس از اتمام تحصیلات دبیرستان در تهران، به انگلستان رفت و در دانشگاه بیرمنگام به تحصیل ریاضیات و فیزیک پرداخت. پس از فارغ‌التحصیلی در سال ۱۹۴۲، به ایران بازگشت و مدتی در شرکت نفت ایران و انگلیس در آبادان مشغول به کار شد. ظاهراً فعالیت‌های ضد بریتانیایی او منجر به اخراجش از شرکت شد. بعدها، او شروع به تدریس زبان انگلیسی در دبیرستانی در تهران کرد.
در سال ۱۹۴۸، شکی به پراگ نقل مکان کرد—همان سالی که حزب کمونیست در چکسلواکی قدرت را به دست گرفت، که شاید صرفاً یک تصادف بود. با این حال، اولین انتشارات غیرعلمی او نیز گرایش‌های چپ او را نشان می‌دهد و اغلب به حزب توده و اهداف فرضی آن می‌پردازد، و همچنین رویکردی آموزشی به هنرها را به نمایش می‌گذارد که یادآور رئالیسم سوسیالیستی است. علاوه بر این، او در مورد زروانیسم و دهریه، اولین مکاتب فکری «ماتریالیستی» در ایران باستان، نوشت. تنها پس از دسترسی به پرونده‌های او در بلوک شرق سابق، می‌توان نور بیشتری بر فعالیت‌های سیاسی او تاباند.
ظاهراً، نقل مکان شکی به پراگ به دلیل برجستگی رشتهٔ نوظهور کریستالوگرافی در چکسلواکی در مؤسسهٔ ریاضیات-فیزیک تحت مدیریت پروفسور واتسلاو پترژیلا (۱۹۰۵-۱۹۷۶) بود. در سال ۱۹۵۰، او دکترای خود را در علوم طبیعی دریافت کرد و به زودی نتایج اکتشافات خود را منتشر کرد. با این حال، او در سال‌های ۱۹۵۳-۵۴ به دلیل بیماری ریوی در بیمارستان بستری شد و پس از ترخیص، به دلیل نگرانی‌های مربوط به سلامتی، مجبور به قطع تحقیقات آزمایشگاهی خود شد. او که از این شکست دلسرد نشد، رشتهٔ خود را تغییر داد و بر زبان‌شناسی ایرانی متمرکز شد. او در سال ۱۹۶۱ مدرک CSc. (دکترا) در رشتهٔ زبان‌شناسی فارسی را از آکادمی علوم چکسلواکی در پراگ دریافت کرد.
در حالی که در پراگ بود، شکی از طریق دوست مشترکشان صادق هدایت با ایران‌شناس برجسته یان ریپکا (۱۸۸۶-۱۹۶۸) آشنا شده بود. بعدها، او شروع به مطالعهٔ فارسی میانه به صورت خودآموز کرد، و همانطور که در همهٔ زمینه‌ها معمول است، خودآموز بودن، مشکلات خاص خود را به همراه دارد. با این وجود، او بیشترین تأثیر خود را در این زمینه بر جای گذاشت.
شکی چندین سال در آکادمی علوم چکسلواکی در پراگ کار کرد و در سال ۱۹۶۶ در دانشگاه چارلز، جایی که استاد زبان فارسی بود، مقام استادی (venia docendi) را به دست آورد. در همان زمان، او همچنین به سرودن شعر و ادامهٔ نقاشی و همچنین تألیف تعدادی مقاله در مورد نقاشی ایرانی و تکامل آن پرداخت، اگرچه آنها اغلب رویکردی جزمی و «متعهدانه» به این موضوع نشان می‌دهند.
از جمله مهم‌ترین مشارکت شکی به مطالعات ایرانی میانه، می‌توان به آثار او در مورد دانشنامهٔ قرون وسطایی دینکرد اشاره کرد، جایی که او توانست ترجمه‌های قابل اعتمادی از برخی از پیچیده‌ترین بخش‌های اختصاص داده شده به فلسفه و علوم باستان ارائه دهد. علاوه بر این، از طریق آثارش در مورد مجموعه قوانین ساسانی، ماتیکان هزار دادستان (رجوع شود به مقالهٔ مربوطه)، به دانش ما از نظام حقوقی ایران در اواخر دوران باستان کمک کرد. شکی مشارکت‌کنندهٔ پرکاری در دانشنامهٔ ایرانیکا بود و بیش از بیست مقاله در موضوعات مختلف و همچنین ویراستار مشاور آن در زمینهٔ حقوق و جامعهٔ ساسانی (۱۹۹۵-۲۰۰۰) بود.
شکی، اگرچه ملی‌گرای پرشوری بود، به نظر نمی‌رسد که هرگز به ایران بازگشته باشد و تا زمان مرگش در سال ۲۰۰۰ در پراگ ماند.

## آثار
مقاله های شکی در دانشنامه ایرانیکا:
- Mansour Shaki  "DŪZAḴ" in ENCYCLOPÆDIA IRANICA Vol. VII, Fasc. 6, pp. 613-615
- Mansour Shaki  "DĀDESTĀN Ī DĒNĪG" in ENCYCLOPÆDIA IRANICA Vol. VI, Fasc. 5, pp. 550-554